# Kirkkoväärtirivier
Kirkkoväärtirivier (Zweeds – Fins: Kirkkoväärtijoki) is een rivier annex beek, die stroomt in de Zweedse  gemeente Kiruna. De rivier voedt en ontwatert het kleine Kirkkoväärtimeer. Na 6180 meter stroomt de rivier de Torne in.
Afwatering: Kirkkoväärtirivier → Torne → Botnische Golf